# ود بانقا
ود بان نقا (Wad ban Naqa) مدينة سودانية أثرية من زمن مملكة كوش تقع في ولاية نهر النيل بشمال السودان.

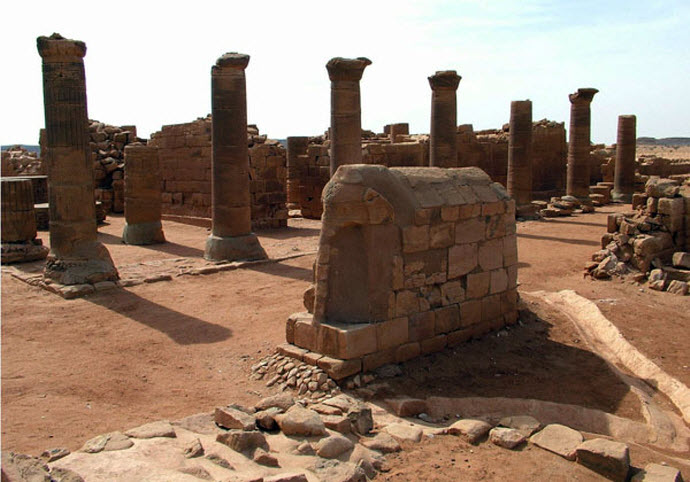
بقايا أعمدة قصر الملكة أماني شاخيتي.

## أهمية الموقع الأثرية
تقع على الضفة الشرقية لنهر النيل، على بعد حوالى 72 كيلومترا من مروي وحوالي 40 كم من جنوب غرب شندي، وبالقرب من النقعة. يوجد بها قصر وهرم الملكة أماني شاخيتي.

## تاريخ
المكان ما يزال غير مستكشف بشكل جيد. أقدم مبنى معروف على الموقع هو قصة قصر مشيد بالطوب من قبل الملكة أماني شاخيتي (القرن الأول الميلادي).

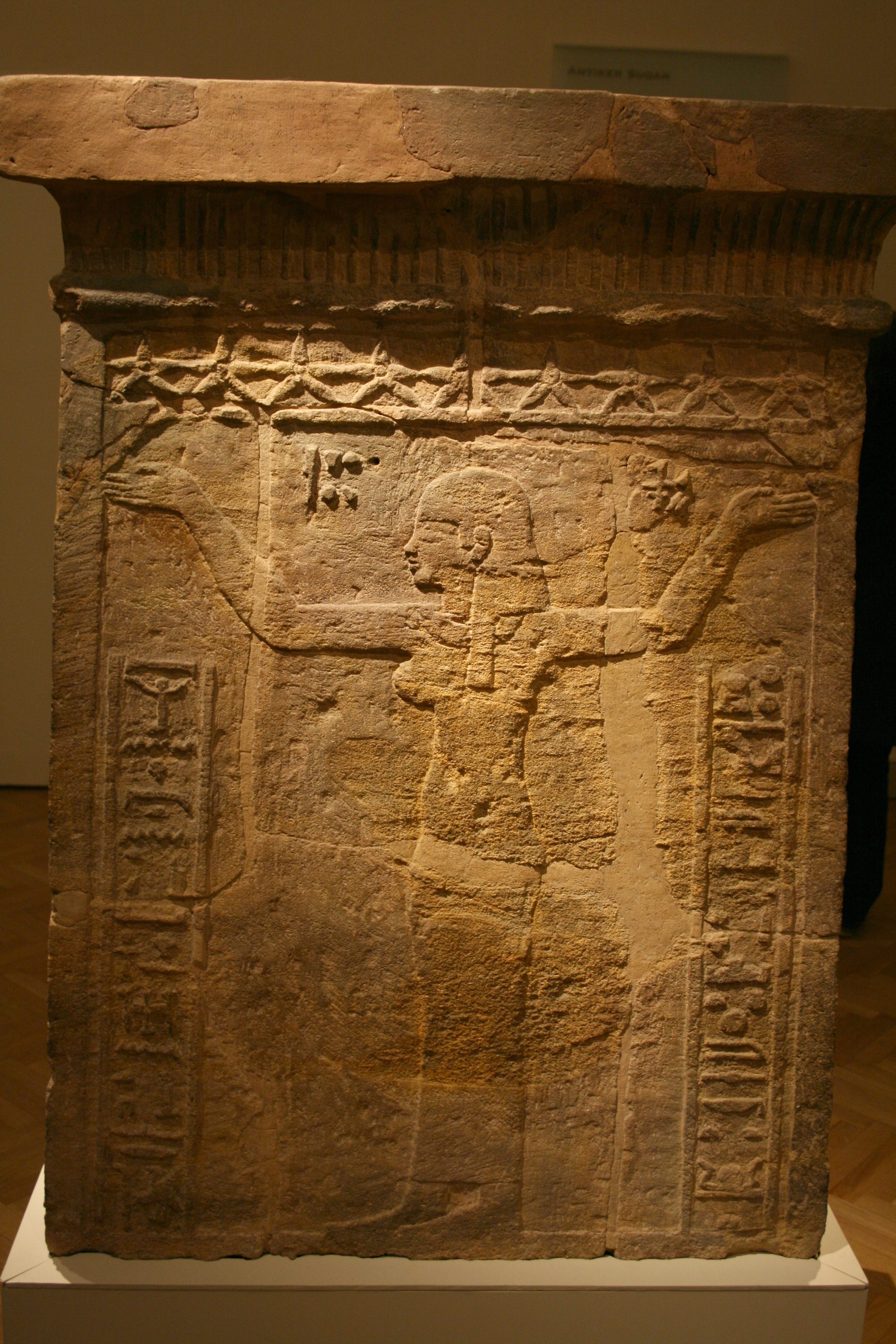
صورة للملكة ضمن مقتنيات المتحف المصري ببرلين.

جنوب القصر هو عبارة عن مبنى دائري ووظيفته غير معروفة، وجدرانه تصل إلى 5 أمتار. كان هنالك معبد إيزيس وهو الآن مدمر. وفي مكان قريب، هنالك معبد صغير بأعمدة نحت فيها الإله بس منحوتة عليها قد يكون بمثابة بيت انب عاث الإله. ربما كان بناؤه من قبل نتكاماني وأمانيتور (القرن الأول الميلادي). هناك بقايا عدة معابد غير مستكشفة أخرى في الموقع، بالإضافة إلى واحدة مخصصة لإيزيس. بدأت الحفريات الجديدة في الموقع سنة 2009 بتوجيه من المتحف الوطني للجمهورية التشيكية.

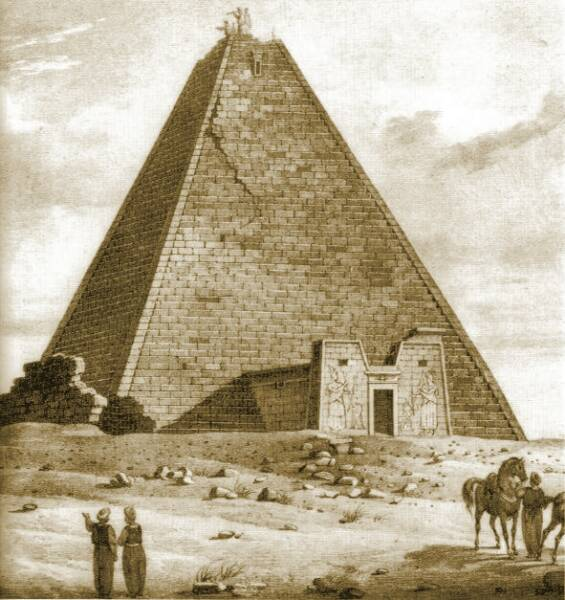
رسم يصور هرم أماني شاخيتي.

## سبب التسمية
من بان النقاء، ومن ثم دمجت وأصبحت بانقا والاسم يعود للشيخ بانقا الأزرق بن الشيخ صالح (جبل اللقمة).